# Nya Kastilien (Spanien)

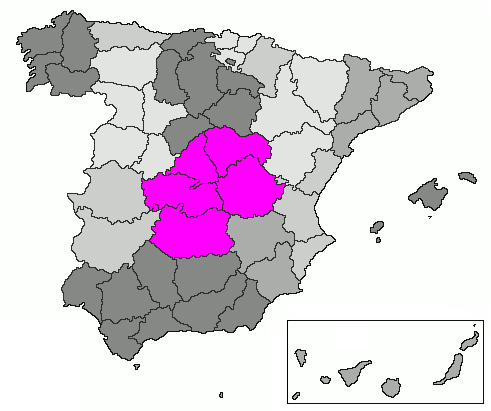
Nya Kastilien

Nya Kastilien var en av de historiska regionerna i Spanien, och täckte provinserna Ciudad Real, Cuenca,  Guadalajara, Madrid och Toledo. Före bildandet av Albacete 1833, låg en stor del av denna provins i de tidigare provinserna Cuenca och La Mancha (från vilket Ciudad Real ärvdes), och det kom därför att ingå i Nya Kastilien. Mellan 1833 och 1978 hörde den nya provinsen Albacete till regionen Murcia. 
Den historiska regionen Kastilien utgjordes av Nya Kastilien tillsammans med den äldre regionen Gamla Kastilien i norr, från vilken Nya Kastilien var skild genom bergsmassivet Sistema Central. 
Ursprunget finns i Kungadömet Toledo, ett taifa erövrat 1085 av Kastilien under Alfonso VI:s regering. 
Efter antagandet av den spanska konstitutionen 1978, delades regionen Nya Kastilien genom att provinsen Madrid avskildes för att bilda Comunidad de Madrid och de återstående fyra provinserna sammanfördes med Albacete till att bilda Kastilien-La Mancha ("autonom comunidad") .

## Länen

### La Alcarria
Redan på högplatån utmärker sig regionen för sin skarpa profil. På vänster sida floden Henares, med sina höga torvmarker eller "alcarria" med fårade sluttningar utan vegetation, och som bildar torra fåror i dalbottnen eller ger plats för avskurna floder (Tajo, Tajuña). 
Avgränsningen av distriktet Alcarria är otydlig. Dessutom finns det en sammanblandning mellan det regionala namnet Alcarria (i singular form) som betyder området mellan Henares och Tajo fram till Campiña (det vill säga mellan Henares och Jarama ) och det topografiska namnet "Alcarrias" (i plural), som beskriver de typiska högslätterna som kännetecknar terrängen.
I ett område som så genomsyras av mozarabiska som denna är det inte förvånande att namnet kommer från en hybrid mellan en artikel ("al") på arabiska och ett iberiskt ord för sten ("arri"), Al-Carria betyder "stenvägen". 
Brihuega är mer än Guadalajara, det naturliga centret för denna ofruktbara region. Grödor som spannmål, vindruvor och olivolja är i dag liksom på medeltiden de grödor som föredras, i sin tur kompletterat med boskapsuppfödning. 
Alcarria åtnjöt stor betydelse tack vare sitt strategiska läge under 1200-, 1300- och 1400-talen, men i början av 1600-talet kom regionen i förfall och boskapsuppfödningen övergavs. Förlusten av skogar och betesområden, vilka ersattes av en svag ekonomi som byggde på spannmålsodling samt förlusten av sitt strategiska värde, då de stora adelshusen flyttade sin tjänst till hovet, som i fallet med familjen Mendoza, markerade den definitiva nedgången.

### Toledo
Mellan Sierra, Alcarria och Tajo sträcker sig den toledanska slätten, som fortsätter utan att ändra sitt torra och monotona utseende på de ändlösa slätterna i La Mancha. 
Tajos mellersta flodområde har varit den traditionella axeln i detta område, som är sätet för huvudstaden, Toledo, och betydande städer såsom Talavera och Oropesa. De ligger på samma sida om Tajofloden.
Idag konkurrerar Toledo och Talavera de la Reina, och redan under 1600-talet var Talavera tillräckligt viktigt för att finnas med bland de sex viktigaste befolkningscentren i Nya Kastilien. Utan tvekan har Madrids tillväxt sedan slutet av 1500-talet gjort att städerna runt Toledo redan på tidigt 1700-talet har omvandlats till stadskärnor med liten betydelse.

### La Mancha
Den stora regionen La Mancha är speciell, som geografiskt och strategiskt beroende av Toledo. Det stämmer med vad romarna kallade ett spartanskt område och araberna ett torrt land. Det traditionella slagfältet under reconquistan var ett stort "ingenmansland" mellan de två försvarslinjerna Sierra Morena och Tajo. Cervantes gjorde rätt i att förlägga sin fantasifyllda riddarroman till scenen för de mest betydande slagen under reconquistan.
Avfolkningen av La Mancha, på grund av den ständigt militära osäkerheten var mycket intensiv och man tog knappast i beaktande att återbefolka de gamla bosättningarna. "Nya" städer skapades med stöd av militära ordnar som Calatrava och som följer samma riktning som expansionen. De saknar därför denna regions starka keltiberiska traditionella smak som i samhällen i Toledo och alcarria, som bevarar inte bara utseendet utan också ortnamn och sina karakteristiska samhällen, i form av enkla "castros".

### Berg och högplatå
Sammanfattningsvis utmärks den regionala landskapet i Nya Kastilien av den starka motsättningen mellan bergszoner, betesmarker, täckta med skog eller pinjer, som i Valsain, och den mycket varierande ekonomin, som formar livet och landskapet på högplatån, mellan vilka la Alcarria och la Mancha höjer sig med sin tydliga profil.

## Nutid
Idag existerar inte Nya Kastilien som administrativ enhet och området delas mellan de autonoma områdena Madrid och Kastilien-La Mancha. Namnet Nya Kastilien används numera inte utanför sin historiska betydelse.